# Дистальний нирковий тубулярний ацидоз
Дистальний нирковий тубулярний ацидоз (дНТА), дистальний нирковий канальцевий ацидоз є класичною, першою описаною формою ниркового тубулярного ацидозу (НТА). Дистальний НТА характеризується порушенням секреції кислоти альфа-вставними клітинами дистального канальця та кортикальної збірної протоки дистального нефрона. Це явище призводить до появи відносно лужної сечі через нездатність нирок підкислювати сечу до pH нижче 5,3.

## Симптоми та ознаки
Оскільки ниркова екскреція є основним способом виведення кислоти з організму, існує тенденція до ацидемії. Це призводить до клінічних особливостей дНТА:
- Метаболічний ацидоз з нормальним аніонним інтервалом
- Гіпокаліємія
- Утворення каменів у сечі (пов'язане з лужною реакцією сечі, гіперкальціурією та низьким рівнем цитрату в сечі).[3]
- Нефрокальциноз — відкладення кальцію в паренхимі нирки
- Демінералізація кісток, що спричиняє рахіт у дітей та остеомаляцію у дорослих

Симптоми та наслідки дНТА є різноманітними та варіюються від повної їх відсутності до болю в попереку та гематурії, спричиненої каменями в нирках, затримки росту та тяжкого рахіту в дитячому віці, а також можливої ниркової недостатності та навіть смерті.
дНТА зазвичай призводить до втрати натрію та зменшення об'єму крові, що викликає компенсаторне підвищення рівня альдостерону в крові. Альдостерон спричиняє підвищену реабсорбцію натрію та втрату калію у збірній протоці нирки, тому ці підвищені рівні альдостерону спричиняють гіпокаліємію, яка є поширеним симптомом дНТА.

## Причини

Діаграма, що зображує альфа-вставну клітину з протонним насосом на апікальній стороні та білком band 3 (kAE1) на базолатеральній стороні

- Спадкові причини включають мутації гена Band 3[5] базолатерального транспортера бікарбонату вставної клітини, які можуть передаватися аутосомно-домінантно (Західна Європа) або аутосомно-рецесивно (Південно-Східна Азія). Випадки захворювання у Південно-Східній Азії пов'язані з більш тяжкою гіпокаліємією.[6] Інші спадкові причини включають мутації субодиниць апікального протонного насоса vH+-АТФази[7], які передаються аутосомно-рецесивно і можуть бути пов'язані з сенсоневральною глухотою[8].
- Аутоімунне захворювання. Класично проявляється синдромом Шегрена, але він також пов'язаний із системним червоним вовчаком, ревматоїдним артритом і навіть гіпергаммаглобулінемією. Гіпокаліємія у цих випадках часто буває тяжкою.[9]
- Хронічна обструкція сечовивідних шляхів.
- Нефрокальциноз. Хоча він є наслідком дНТА, але також може бути причиною, що пов'язано з пошкодженням кортикальної збірної протоки, викликаним кальцієм.
- Трансплантація нирки.
- Серпоподібноклітинна анемія.
- Цироз печінки.
- Токсини, включаючи іфосфамід (частіше викликає проксимальну, ніж дистальну НТА),[10] карбонат літію[11] та амфотерицин B.[12]
- Толуол викликає метаболічний ацидоз без аніонного інтервалу з гіпокаліємією та позитивним аніонним інтервалом сечі, що дуже схоже на дистальну НТА, але при цьому немає дефекту секреції водню, а ацидоз зумовлений утворенням кислоти під час метаболізму толуолу.[13]

## Діагностика
Рівень pH крові пацієнта дуже мінливий, і ацидемія не обов'язково буває характерною для людей з дНТА в будь-який момент часу. Буває дНТА, спричинений недостатністю альфа-вставних клітин, не обов'язково пов'язана з ацидемією. Це явище називається неповним дНТА, який характеризується нездатністю підкислювати сечу без впливу на pH крові або рівень бікарбонату в плазмі.
Діагноз дГТА може бути поставлений на основі відносно лужного pH сечі понад 5,3 на тлі системної ацидемії (зазвичай кори рівень бікарбонату сироватки 20 ммоль/л або менше). У випадку неповного дНТА як тест часто використовується нездатність підкислити сечу після перорального кислотного навантаження. Зазвичай проводиться короткий тест з хлоридом амонію. Зовсім недавно був описаний альтернативний тест з використанням фуросеміду та флудрокортизону.
Можливо, саме дНТА було тією невідомою хворобою, що мучила Крихітку Тіма у творі Чарльза Діккенса «Різдвяна пісня».

## Лікування
Лікування відносно просте і включає корекцію ацидемії пероральним прийомом бікарбонату натрію, цитрату натрію або цитрату калію. Це усуває ацидемію та демінералізацію кісток. Гіпокаліємію, утворення каменів у сечовивідних шляхах та нефрокальциноз можна лікувати таблетками цитрату калію, які не тільки заміщують калій, але й пригнічують виведення кальцію, і таким чином не загострюють сечокам'яну хворобу, як це можуть зробити бікарбонат або цитрат натрію.

### Цитрат калію / гідрокарбонат калію
Фіксована комбінація цитрат калію та гідрокарбонату калію, що продається під торговою маркою Sibnayal, призначена для лікування дистального ниркового тубулярного ацидозу.
Цитрат калію / гідрокарбонат калію був схвалений для медичного застосування в Європейському Союзі у квітні 2021 року.